# Vivian Nielsen
Vivian Nielsen (født 7. april 1962) er en dansk skuespiller.
Uddannet Skuespillerskolen ved Aarhus Teater 1987.
Debuterede i stykket The Sunshine Boys opført af Det Danske Teater.
Fortsatte sin karriere ved forskellige scener i København:
- 1988 Fjenden, Dr. Dante
- 1989 Kortvarigt ophold, Gråbrødrescenen
- 1990 Dronning Blå, Gladsaxe Teater samt Besøgende, Det Kongelige Teater
- 1991 Ordet, Betty Nansen
- 1992 Frøken Julie, Aalborg Teater
- 1995 Gustav III, Aalborg Teater
- 1998 Asta Die Asta, Kaleidoskop.

Fra 1992 også arbejde bag scenen, bl.a. som medforfatter til Tømmerflåden for Teatret Rimfaxe.
Har bearbejdet Thit Jensens breve til en monolog En sommer på Bulbjerg.